# Adam Croasdell
Adam Croasdell (10 juliol de 1976, Zimbabwe) és un actor britànic. Ha aparegut a la TV a He has appeared on TV in Supernatural, The Chase, Holby City, Peak Practice, London's Burning, Cat Among the Pigeons i Ultimate Force. El 2009, va fer de Doctor Al Jenkins en la telenovel·la de la BBC, EastEnders. També ha aparegut en films com The Prince and Me 3: Royal Honeymoon i Attack Force.
El 2009, Croasdell va confirmar que faria de doble de cos de Daniel Craig el videojoc, on fa el paper de James Bond.
El 14 d'octubre de 2015 va anunciar que faria el paper del pare del Capità Garfi a Once Upon a Time.